# Réserve naturelle volontaire de Menat
La réserve naturelle volontaire de Menat (RNR 84) est un site paléontologique du paléocène, situé dans le Puy-de-Dôme, anciennement protégé par une réserve naturelle volontaire. Cette dernière a été créée en 1990, sur le territoire de la commune de Menat, dans le département, elle occupait une superficie de 1 hectare..

## Histoire du site et de la réserve
L'intérêt du site aboutit à un classement en RNV en 1990 pour une durée de six ans. La loi « démocratie de proximité » du 27 février 2002 transforme les RNV en réserves naturelles régionales (RNR), ce qui est le cas pour Menat. 
Le décret d'application no 2005-491 du 18 mai 2005 précise dans son article 6 que « le classement en RNR court jusqu'à l'échéance de l'agrément qui avait été initialement accordé à la réserve volontaire ». Le classement en RNR a donc pris fin après six ans depuis le dernier agrément, probablement au début des années 2000.

## Écologie (biodiversité,  intérêt écopaysager…)
Site paléontologique témoignant de la présence d'une lac de cratère, à cet emplacement, il y a 56 millions d'année. Parmi les fossiles particulièrement bien préservés du site, un fossile de Plesiadapis y a été découvert dans les années 1940, nommé Ménatotherium. Son découvreur y voyait un ancêtre de l'Homme, cette hypothèse est aujourd'hui démentie.
De nombreux fossiles extraits de ce gisement sont exposés dans le musée paléontologique de l'abbaye de Menat.

## Administration, plan de gestion, règlement..
La gestion et l’administration locale de la réserve sont assurées par la Mairie (Le Bourg  63560 Menat)

### Outils et statut juridique
Arrêté de création : 1er avril 1988